# Дівикон
Дівикон (130–58 роки до н. е.) — вождь кельтського племені гельветів-тігуринців у 108 до 58 року до н. е. Був союзником кімврів та тевтонів.

## Життєпис
Був вождем одного з пагів (родів) племені гельветів. Уклав союз з прибулими до Галлії германцями — кімврами та тевтонами. У 107 році виступив проти консула Луція Кассія Лонга, так звана «Кассієва війна». У рішучий битві при місті Агендікумі (сучасний Ажен) Дівикон на чолі війська із гельветів-тігурнців та аллоброгів розбив армію Кассія Лонга, який загинув, а римські легіонери змушені були пройтися під «ярмом». Після цього у 105 році до н. е. завдав поразки римлянам поблизу сучасного міста Оранж. Після поразки кімврів при Верцеллах Дівикона повернувся до Галлії. Тут він зберігав одноосібну владу до 61 року до н. е., коли змушений був зробити рівним собі за статусом вождя Оргеторікса. У 58 році до н. е. зазнав поразки у від римлян на чолі із Гаєм Юлієм Цезарем у битві при Генаві. У результаті вимушений був визнати владу Риму. Помер того ж року.